# Wladimir Besnard
Wladimir Besnard (São Petesburgo, 1 de setembro de 1890 – São Paulo, 11 de agosto de 1960) foi um naturalista, pesquisador e professor universitário russo, radicado no Brasil. 
Foi um dos cientistas mais importantes para a pesquisa oceanográfica brasileira e é considerado o pai da oceanografia nacional. Foi o primeiro diretor do Instituto Oceanográfico da Universidade de São Paulo (na época Instituto Paulista de Oceanografia).

## Biografia
Wladimir nasceu em 1890, em São Petesburgo. Era licenciado em Ciências Naturais, tendo especialização em Anatomia Comparada e Biologia Geral pelo Instituto de Anatomia Comparada de Moscou. Estudou nos Centros Universitários de Kiev e de Moscou.
Com a eclosão da Primeira Guerra Mundial, Wladimir foi impedido de assumir suas funções como professor assistente na Estação Biológica de Villefranche Sur Mer, França e foi em 1923 que ele se consolidou como mestre e professor, sendo diretor do Departamento de Biologia Colégio Universitário Americano, em Constantinopla, onde permaneceu até 1927.
Foi na França que começou a se dedicar às pesquisas oceanográficas. Ele aparelhou um pequeno barco com o necessário para suas pesquisas e percorreu o Estreito de Bósforo, o Mar de Mármara, as regiões de pesca na Turquia. Ao retornar da viagem, ele iniciou trabalhos no Museu de História Natural de Paris. No final dos anos 30, foi convidado a criar e a dirigir o Real Aquário de Copenhague, na Dinamarca, de Bombaim, atual Mumbai, na Índia, entre outros.
A Segunda Guerra Mundial impediu o professor Besnard de assumir compromissos na Colômbia e na Indochina Francesa, mas em 1946, os professores Paulo Duarte, Paul Rivet e Louis Fage, apontaram seu nome para organizar e dirigir o Instituto Paulista de Oceanografia, hoje o Instituto Oceanográfico da Universidade de São Paulo. Ele foi o responsável pela instalação da base oceanográfica em Cananeia, dirigiu uma expedição à Ilha de Trindade, além de ter divulgado e expandido o conhecimento oceanográfico e hidrológico pelo país e por instituições internacionais. Foi o primeiro diretor do Instituto Oceanográfico da Universidade de São Paulo e as instalações precárias iniciais não impediram numerosas pesquisas lideradas por ele, tanto na área costeira quanto em mar aberto.

## Morte
Besnard morreu em São Paulo, em 11 de agosto de 1960, aos 69 anos.

## Navio Oceanográfico
Apesar de o Brasil ter uma costa litorânea tão extensa, o país possuía apenas um navio oceanográfico, o NOc Prof W. Besnard, pertencente ao Instituto Oceanográfico da USP. Comprado do estaleiro norueguês A/S Mjellen&Kerisen, ele foi lançado ao mar em 18 de agosto de 1966, porém apresentava péssimas condições operacionais de pesquisa na última década. O navio, que levou as primeiras equipes de pesquisa brasileiras à Antártica, sofreu um incêndio em 2008 e atualmente não tinha mais capacidade de locomoção.
Em 2012, o instituto, com apoio da FAPESP, comprou o NOc Alpha Crucis, que assumiu boa parte das funções do Besnard. Em 2013, o Alpha Delphini, primeiro barco oceanográfico inteiramente construído no Brasil, iniciou sua primeira expedição científica no litoral de Pernambuco, entre a ilha de Itamaracá e o arquipélago de Fernando de Noronha.